# Huaiyin

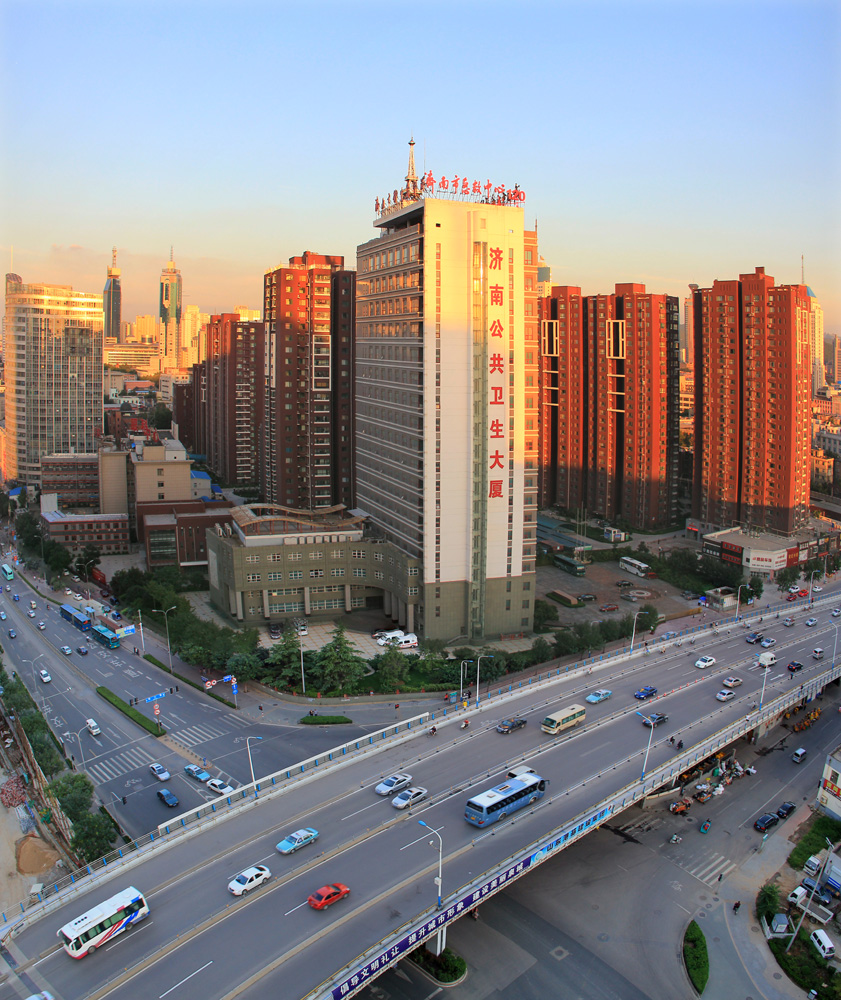
Huaiyin

Der Stadtbezirk Huaiyin (chinesisch 槐荫区, Pinyin Huáiyìn Qū) ist ein Stadtbezirk in der chinesischen Provinz Shandong. Er gehört zum Verwaltungsgebiet der Unterprovinzstadt Jinan. Er hat eine Fläche von 151,7 km² und zählt 476.811 Einwohner (Stand: Zensus 2010).

## Administrative Gliederung
Auf Gemeindeebene setzt sich der Stadtbezirk aus zwölf Straßenvierteln und zwei Großgemeinden zusammen. 